# Edificio de la Corte Suprema de los Estados Unidos
El edificio de la Corte Suprema de los Estados Unidos, construido entre 1932 y 1935, es la sede de la Corte Suprema de los Estados Unidos. Está localizado en Washington D. C., la capital del país, en la manzana situada al este del Capitolio de los Estados Unidos. Es el primer edificio que la Corte Suprema estadounidense ha tenido como residencia permanente y exclusiva para su uso desde el inicio de sus sesiones el 1 de febrero de 1790. 

## Historia
Antes de la fundación de la ciudad federal, el gobierno de los Estados Unidos residió brevemente en Nueva York, donde la Corte Suprema fue albergada en el edificio Merchants Exchange, y en Filadelfia, en la que este tribunal tuvo como sede el Independence Hall, y posteriormente en el edificio del Ayuntamiento.
Luego que el gobierno federal fuera establecido en Washington D. C., la Corte fue emplazada en el Capitolio de los Estados Unidos, en un pequeño espacio en el sótano. Como el Senado se amplió y progresivamente fue ocupando más espacios, la Corte debió trasladarse de un cuarto a otro dentro del Capitolio en dos ocasiones: primero en 1810, a la cámara que abandonó el Senado, un espacio que debía compartir "con otros varios tribunales, como la Corte de Circuitos de Estados Unidos y el Tribunal de Huérfanos del Distrito de Columbia", y nuevamente en 1860, cuando se trasladó a la hoy denominada "Antigua Cámara del Senado" (Old Senate Chamber), donde permaneció hasta su traslado a su emplazamiento actual.
La Corte Suprema se mantuvo en el Capitolio hasta 1935, a excepción del período 1812-1817, durante el cual dejó temporalmente la ciudad de Washington D. C. a consecuencia de la guerra anglo-estadounidense de 1812.
En 1929, el juez presidente, William Howard Taft, consiguió un edificio propio para la Corte, con la finalidad de distanciarse del Congreso, como una rama independiente del gobierno, el cual comenzó a ocupar en 1935.

## Templo de la justicia
El edificio de la Corte Suprema (Temple of justice), que está localizado en Washington D. C., fue diseñado por el arquitecto Cass Gilbert. La primera piedra fue colocada el 13 de octubre de 1932 y la construcción fue completada en 1935, cuyos costos ascendieron a 9.740.000 dólares, 94.000 dólares menos que el tope del presupuesto. 
Las dimensiones generales iniciales del edificio eran de 385 pies (117 m) de este a oeste, y 304 pies (92 m) de norte al sur. El complejo se eleva hasta cuatro pisos desde la planta baja. "El edificio fue diseñado teniendo como escala la importancia y dignidad de la Corte y la Judicatura como una rama igual e independiente del Gobierno de los Estados Unidos, y como un símbolo del ideal nacional de justicia en la más alta esfera de actividad".

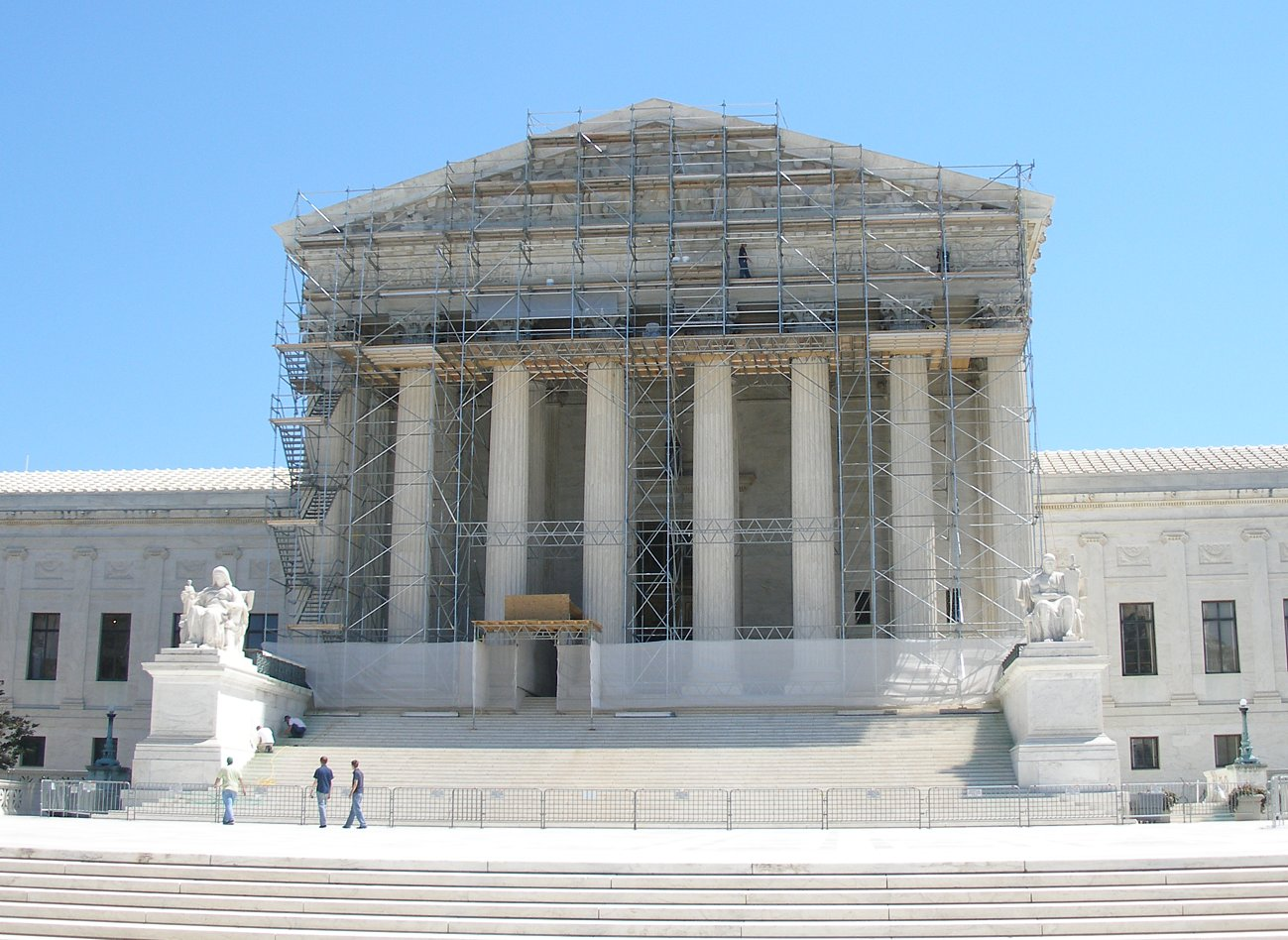
Fachada del edificio de la Corte Suprema en restauración, 2006.

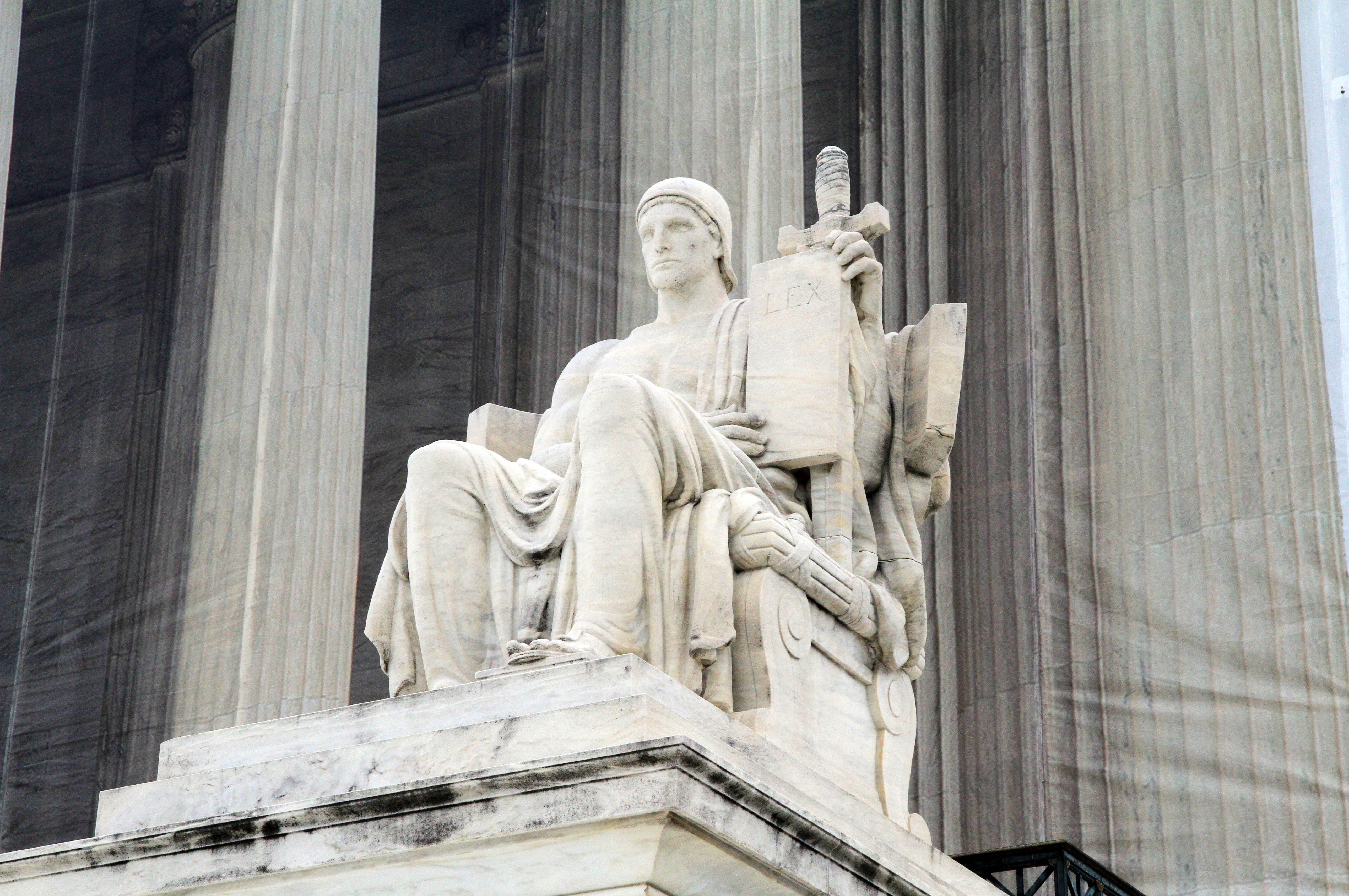
Corte Suprema de Estados Unidos

La fachada exterior del edificio de la Corte Suprema está hecha de mármol de Vermont, y la de los patios, que no están a la vista del público, de mármol georgiano. La mayor parte de los espacios interiores son de mármol de Alabama, pero para la Sala de la Corte, se utilizó mármol español. Para las 24 columnas de la Sala de la Corte (la sala de audiencias), "Gilbert sintió que sólo el marfil amarronado y el mármol dorado de las canteras Montarrenti, cerca de Siena, Italia, bastarían". Con este fin, en mayo de 1933, Gilbert presentó una solicitud al entonces primer ministro italiano, Benito Mussolini, para "pedirle su ayuda para garantizar que el mármol de Siena no fuese de calidad inferior al mármol de la muestra".
No a todos los jueces de la Corte Suprema les gustaron las nuevas dependencias, particularmente la Sala de la Corte. Harlan Fiske Stone se quejó de que era "demasiado pretenciosa [...] Totalmente inadecuada para un grupo tranquilo de viejos muchachos, como era la Corte Suprema." Otro juez comentó que sintió que el tribunal sería como "nueve escarabajos negros en el Templo de Karnak", mientras que otro manifestó que es pompa y ceremonia, sugiriendo que los jueces debían entrar a la Sala de la Corte montados en elefantes. El columnista del New Yorker, Howard Brubaker, señaló en la época de su apertura que el edificio tenía "finos ventanales para lanzar el New Deal fuera de él".

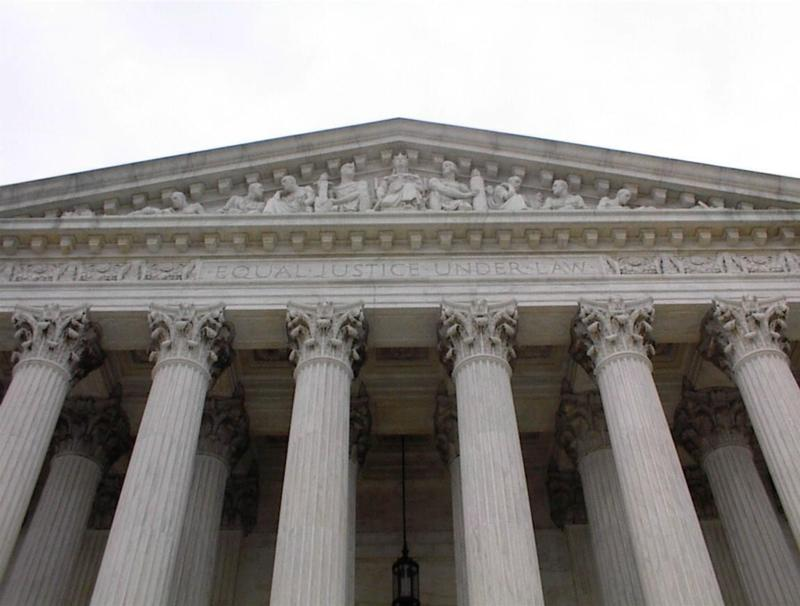
Equal Justice Under Law.

En la fachada oeste del edificio, que corresponde esencialmente al frontis del mismo, aparece la frase Equal Justice Under Law ("Igual Justicia Bajo la Ley"), mientras que en la fachada este se puede leer la frase Justice, the Guardian of Liberty ("La Justicia, la Guardiana de la Libertad").
Las instalaciones del edificio incluyen:
- En el sótano: dependencias de mantenimiento, garaje y correo local.

- En la planta baja: la oficina pública de información, la oficina de empleo, la unidad de publicaciones, salas de exposiciones, cafetería, la tienda de regalos y oficinas administrativas.

- En el primer piso: el Great Hall ("Gran Vestíbulo"), la Sala de la Corte, la sala de conferencias, y los despachos de los jueces.

- En el segundo piso: el comedor y salas de lectura de los jueces. En el mismo piso también está la oficina del portavoz de las decisiones (reporter of decisions), la oficina legal y las oficinas de los abogados asistentes (law clerk).

- En el tercer piso: la biblioteca de la Corte.

- En el cuarto piso: el gimnasio de la Corte Suprema, que incluye una cancha de baloncesto.

El edificio de la Corte Suprema está bajo el cuidado del Arquitecto del Capitolio. Además, el edificio mantiene a su propia policía, la Policía de la Corte Suprema, un cuerpo independiente de la Policía del Capitolio, creado en 1935 para cuidar del edificio y de su personal. 
La Corte maneja un presupuesto anual de aproximadamente 15 millones de dólares, y solicitó un presupuesto de 16,7 millones de dólares para el año fiscal 2006.

## Esculturas
El diseño del edificio y sus alrededores, de Cass Gilbert, incluía la elaboración de un ambicioso programa escultórico que constaba de un gran número y variedad de estatuas, tanto reales como alegóricas.
- Las bases de los mástiles son de bronce y representan a la balanza y la espada, el libro, la máscara y la antorcha, la pluma y la maza, y los cuatro elementos: aire, tierra, fuego, y agua.[1]
- La fachada este alberga una serie de frisos que representan a Moisés, Confucio y Solón, rodeados por una serie de grupos.[1]
- La fachada oeste consta de 26 columnas de mármol. También hay tres grupos de esculturas, diseñados por Robert Aitken.[1]
- A ambos lados de la escalinata principal, hay dos estatuas que representan a un hombre y a una mujer que se encuentran sentados, y son trabajo del escultor James Earle Fraser.[1]

## Miscelánea
- En 1997, el Consejo sobre Relaciones Américo-Islámicas (CAIR) exigió a la Corte Suprema que quitara la imagen de Mahoma del friso de mármol de la fachada. A pesar del hecho de que Mahoma fue incluido en el panteón del tribunal como uno de los 18 legisladores más importantes de la historia, CAIR alegó que el Islam desalienta a sus seguidores retratar a cualquier profeta en pinturas, esculturas u otras representaciones artísticas. CAIR también objetó que se mostraba a Mahoma con una espada, reforzando los estereotipos sostenidos por mucho tiempo respecto a los musulmanes como conquistadores intolerantes. El juez presidente William Rehnquist rechazó la petición de quitar la figura de Mahoma, alegando que "la única intención era la de reconocerlo, entre muchos otros legisladores, como una parte importante de la historia del Derecho; no está destinado a una forma de adoración del ídolo". El tribunal más tarde añadió una nota a pie de página en los volantes turísticos que mencionan el friso, describiéndolo como "una forma bien intencionada del escultor para honrar a Mahoma".[11]

- El 28 de noviembre de 2005, un pedazo de mármol que pesaba aproximadamente 78 kg cayó desde el cuarto piso del tribunal, inmediatamente encima de la estatua de un centurión romano que lleva un fasces. En el bloque estaba grabada la palabra Under ("Bajo"), parte de la frase Equal Justice Under Law ("Igual Justicia Bajo la Ley"), en la fachada oeste de la corte. El desprendimiento del bloque no tuvo relación alguna con los trabajos de restauración que se llevaban a cabo entonces.[12]

## Galería

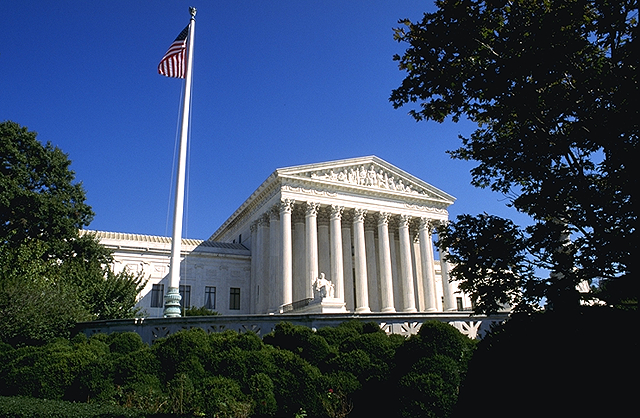
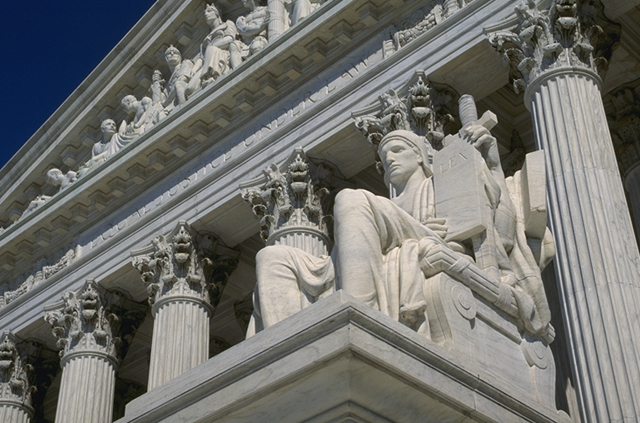
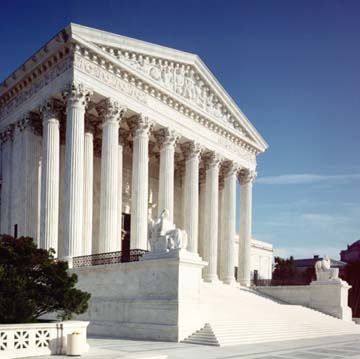
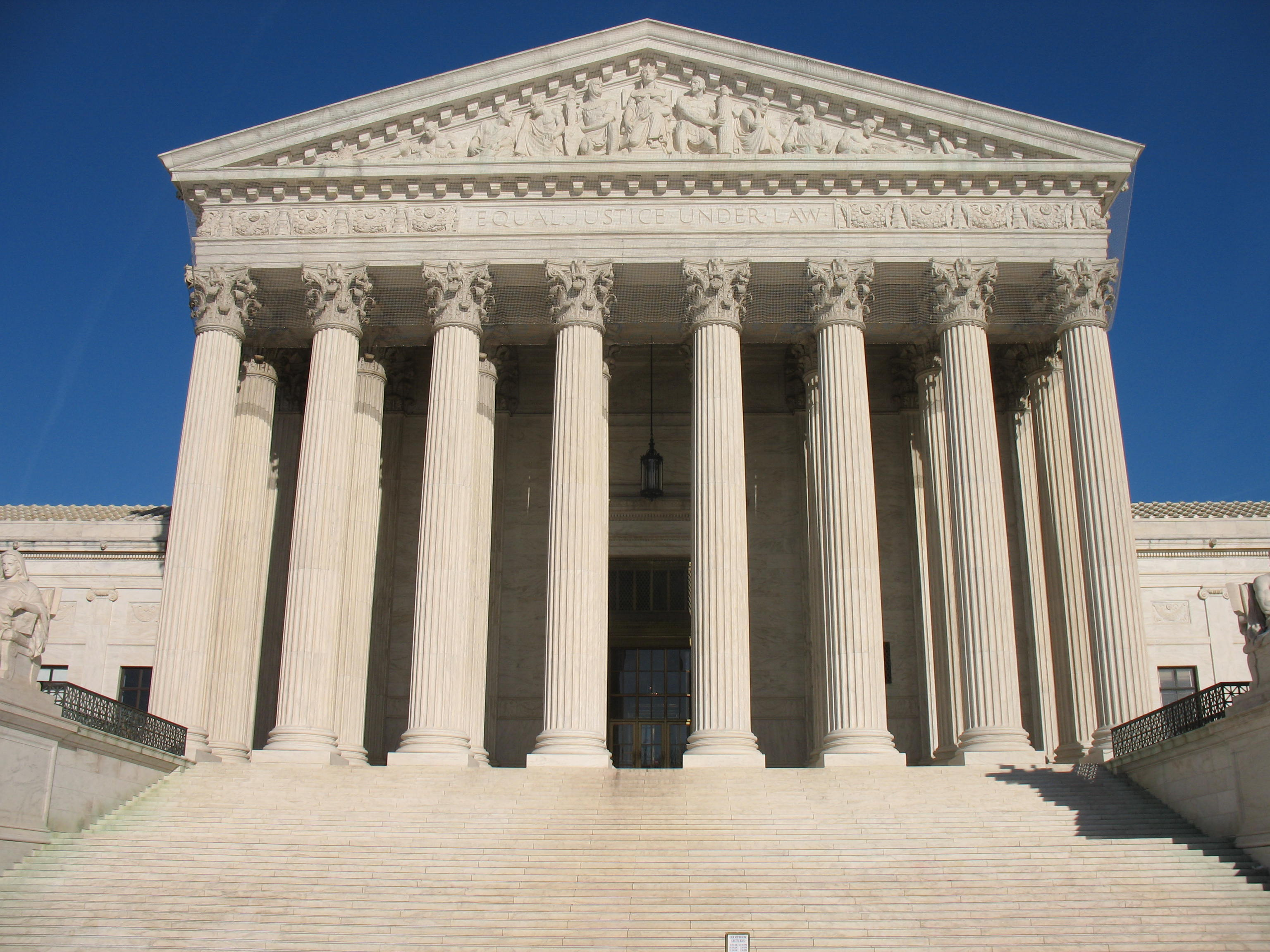